# Wybory prezydenckie w Austrii w 1998 roku
Wybory prezydenckie w Austrii w 1998 roku zostały przeprowadzone 19 kwietnia 1998. W ich wyniku Austriacy wybrali prezydenta na okres sześcioletniej kadencji. Ubiegający się o reelekcję Thomas Klestil z Austriackiej Partii Ludowej w pierwszej turze głosowania otrzymał 63,42%. Zapewnił sobie tym samym wybór na kolejną kadencję.
Poza Thomasem Klestilem wystartowało czworo innych kandydatów: luterańska pastor Gertraud Knoll (niezależna), przewodnicząca Forum Liberalnego Heide Schmidt, lider ugrupowania Die Unabhängigen i przedsiębiorca Richard Lugner oraz publicysta Karl Walter Nowak (niezależny). Socjaldemokratyczna Partia Austrii i Wolnościowa Partia Austrii nie wystawiły swoich kandydatów.

## Wyniki wyborów
| Kandydat              | Głosy     | %      |
| --------------------- | --------- | ------ |
| Thomas Klestil        | 2 644 034 | 63,42  |
| Gertraud Knoll        | 566 551   | 13,59  |
| Heide Schmidt         | 464 625   | 11,14  |
| Richard Lugner        | 413 066   | 9,91   |
| Karl Walter Nowak     | 81 043    | 1,94   |
| Razem głosy ważne     | 4 351 272 | 100,00 |
| Głosy nieważne        | 181 953   | —      |
| Razem                 | 4 169 319 | —      |
| Uprawnieni/frekwencja | 5 848 584 | 74,40  |